# Isaia (carte)

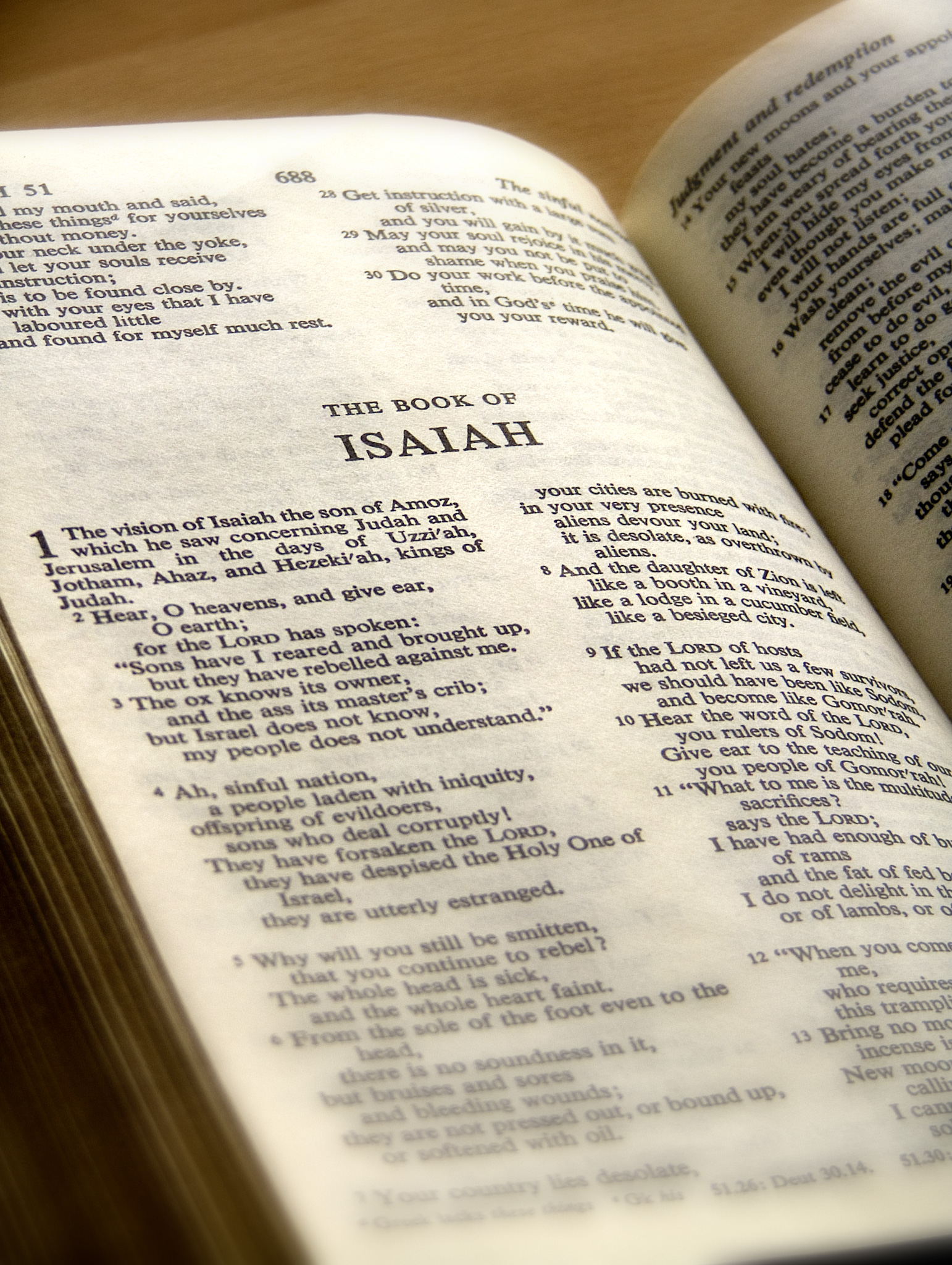
Cartea lui Isaia într-o Biblie creștină, în traducere engleză

Cartea lui Isaia este o carte din Biblia ebraică (Tanakh) si din Biblia creștină (Vechiul Testament . Este prima dintre cărțile profetice majore, adică din seria profeților din urmă a diviziunii Neviim (Proroci) din Biblia ebraică.
Critica biblică, din secolul al XIX-lea considera că această carte nu prezintă un caracter omogen și constă din mai multe părți: până în 1800 se credea că este un singur Isaia (cap. 1-66); după 1850 a devenit clasică teoria celor doi autori: Proto-Isaia (1 – 39) și Deutero-Isaia (40 – 66) care ar fi scris la sfârșitul exilului babilonian. Odată cu istoricul Bernhard Duhm⁠(en)[traduceți] s-a început a se vorbi despre un al treilea posibil autor: Trito-Isaia (cap. 56 – 66).
Răspunsul Comisiei Biblice Pontificale din 1910 susținea că nu există dovezi suficiente pentru susținerea tezei lui Trito-Isaia. Astăzi totuși se înclină spre această teorie.

## Cei trei Isaia
Cercetătorii Bibliei consideră că a existat un Proto-Isaia, care a scris capitolele 1-39, conținând cuvintele din sec. VIII î.e.n. ale unui profet, amplificate în secolul al VII-lea î.e.n., care conform autorilor evanghelici ar fi creat o adevărată școală de gândire în perioada 740 – 701, un Deutero-Isaia (cap. 40-55) care a scris în secolul al VI-lea î.e.n., spre sfârșitul captivității babiloniene și un Trito-Isaia (cap. 56-66), care ar putea fi de fapt mai mulți autori, a/au scris la Ierusalim după întoarcerea din exil.:pp. 558–562
Cartea are două părți, prima parte ( cap. 1 – 35 ) cuprinde cuvântări adresate contemporanilor. Partea a doua ( cap. 40 – 66 ) tratează despre mântuirea drepților. Capitolele 36-39 sunt secțiuni istorice.
Prima parte cuprinde cuvântări și profeții rostite în diferite timpuri și împrejurări: mustrări, amenințări. Putem deosebi trei cicluri de cuvântări: În primul, Isaia prezice prăbușirea lui Israel, a Siriei și a Asiriei (7,12), nașterea dintr-o adolescentă a lui Isus (7,14, doar conform creștinilor, căci textul nu pomenește cuvântul Mesia, cercetătorii cred că era vorba fie de un fiu al regelui Israelului, fie de un fiu al profetului),  perspective despre împărăția mesianică (9, 1-6), principele păcii se naște în condiții modeste (11, 1-3), El va domni cu dreptate și pace (11, 3-9). În al doilea ciclu arată zece profeții de amenințare împotriva diferitelor regate și popoare (Babilon, Asiria, Moab, Siria și Israel – cap 13-27), pedepsirea Ierusalimului (cap 22-23) și un cuprins arheologic și apocaliptic: judecata universală, instalarea împărăției mesianice (cap. 27). Al treilea ciclu cuprinde o cuvântare împotriva Egiptului și a regatului Iuda (cap 28-35) și un adaos istoric (cap. 36-39).
Partea a doua cuprinde în general profeții de mântuire și îndemnuri profetice. Ideea generală poate fi cuprinsă în cuvintele: „cei întorși se vor converti întru dreptate și vor da mărire lui Dumnezeu”. Se vorbește despre problema răscumpărării, despre pedeapsa păcatului, despre judecată, despre Mesia și împărăția mesianică. Putem deosebi trei secțiuni: deșertăciunea idolească (cap 40-43), se tratează despre robul lui Dumnezeu și despre viitorul fericit a lui Israel, despre chipul lui Mesia în suferință și opera sa mântuitoare (cap 49-57), tratează despre înfăptuirea împărăției mesianice, despre convertirea popoarelor și adorarea lui Dumnezeu în Ierusalim.
El ar fi prezis conform interpretărilor creștinilor pe Mesia (interpretări care nu îi conving pe evrei, deoarece Isaia vorbește de o personificare a poporului Israel, nu discută despre Mesia) și împărăția mesianică cu atâtea amănunte încât Sfinții Părinți l-au numit „Evanghelistul Vechiului Testament”.
Scopul cărții este în general consolator. Profetul anunță judecata lui Israel și a celorlalte popoare dar această judecată va avea menirea să mântuiască pe aceia care în urma căințelor avute se vor întoarce la Dumnezeu. Nici popoarele păgâne nu se vor nimici și ele se vor bucura de binefacerile împărăției mesianice.	
În chip deosebit, profetul scoate în evidență însușirile divine: atotștiința (cap 29, 15-16), puterea (cap 30, 27-33), bunătatea (cap 30, 18), iubirea și sfințenia (cap 39, 13 ; 33, 14) și dreptatea. Profetul stăruie în chip deosebit asupra sfințeniei divine. În partea a doua a cărții ni se înfățișează trei adevăruri fundamentale: transcendența lui Dumnezeu, opera de mijlocitor a „robului lui Dumnezeu” și universalitatea mântuirii.
Isaia este în același timp profetul mesianic prin excelență caracterizându-se prin ideea universalității, genealogia lui Isus, fiul Fecioarei, din tulpina lui Iesei, tatăl lui David, funcția de învățător și mijlocitor al mântuirii și răscumpărarea în calitate de „rob a lui Yahwe”. Evreii, în mod firesc, nu creditează asemenea aserțiuni. Din punct de vedere logic „Isus este Mesia pentru că a îndeplinit proorociile” este un paralogism, adică o mărturisire de credință care ar vrea să pară argumentare rațională obiectivă.
Limba cărții lui Isaia este ebraica clasică și se distinge prin puritate, eleganță și vioiciune.

## Primul monoteist din lume
Isaia 44:6 conține cea mai veche exprimare clară a monoteismului: „Eu sînt Cel dintîi și Cel de pe urmă, și afară de Mine, nu este alt Dumnezeu.” În Isaia 44:09–20 această teză este dezvoltată într-o satiră a fabricării idolilor, râzând de prostia dulgherului care adoră un idol creat de el însuși. În timp ce Iahve își arată superioritatea asupra altor zei în Proto-Isaia, în Deutero-Isaia el devine singurul Zeu din lume. Acest model de monoteism a devenit ulterior definitoriu pentru iudaismul post-exilic, devenind baza creștinismului și islamului.

### Comentarii la Cartea lui Isaia

#### Comentarii generale
- Barker, Margaret (2003). „Isaiah”.  În James D. G. Dunn and John William Rogerson. Eerdmans Commentary on the Bible. Eerdmans. ISBN 9780802837110.
- Broyles, Craig C. and Evans, Craig A., ed. (1997). Writing and reading the scroll of Isaiah: Studies of an interpretative tradition. Supplements to Vetus Testamentum. 70,1. Leiden, New York, Kŏln: Brill. ISBN 978-90-04-10936-0.
- Childs, Brevard S. (2000). Isaiah. Louisville, Kentucky: Westminster John Knox Press. ISBN 978-0664221430.

#### Proto-Isaia (Isaia 1–39)
- Sweeney, Marvin A (1996). Isaiah 1–39: with an introduction to prophetic literature. Eerdmans. ISBN 9780802841001.
- Blenkinsopp, Joseph (2000). Isaiah 1-39: A new translation with introduction and commentary. Anchor Bible. 19. New York: Doubleday. ISBN 978-0385497169.

#### Deutero-Isaia (Isaia 40–55)
- Goldingay, John (2005). The message of Isaiah 40–55: a literary-theological commentary. Continuum International Publishing Group. ISBN 9780567030382.
- Blenkinsopp, Joseph (2002). Isaiah 40–55: A new translation with introduction and commentary. Anchor Bible. 19A. New York: Doubleday. ISBN 978-0385497176.
- Whybray, R.N (1983). The Second Isaiah. T&T Clarke. ISBN 9780567084248.

#### Trito-Isaia (Isaia 56–66)
- Blenkinsopp, Joseph (2003). Isaiah 56–66: A new translation with introduction and commentary. Anchor Bible. 19B. New York: Doubleday. ISBN 978-0385501743.
- Smith, Paul Allan (1995). Rhetoric and redaction in Trito-Isaiah: the structure, growth, and authorship of Isaiah 56–66. Leiden and New York: Brill. ISBN 978-9004103061.

### Lucrări generale
- Brettler, Marc Zvi (2005). How to read the Bible. Philadelphia: Jewish Publication Society. ISBN 978-0-8276-0775-0.

- Brueggemann, Walter (2003). An introduction to the Old Testament: the canon and Christian imagination. Louisville, Kentucky: Westminster John Knox. ISBN 978-0-664-22412-7.

- Cohn-Sherbok, Dan (1996). The Hebrew Bible. London: Cassell. ISBN 978-0-304-33702-6.

- Le Sor, William Sanford;  et al., ed. (1996). Old Testament survey: the message, form, and background of the Old Testament (ed. 2nd). Grand Rapids, Michigan: Eerdmans. ISBN 978-0-8028-3788-2.

- Lemche, Niels Peter (2008). The Old Testament between theology and history: a critical survey. Louisville, Kentucky: Westminster John Knox Press. ISBN 9780664232450.

- Levin, Christoph (2005). The Old testament: a brief introduction. Princeton: Princeton University Press. ISBN 978-0-691-11394-4.

- McKenzie, Steven L.; Graham, M.P. (1998). The Hebrew Bible today: an introduction to critical issues. Louisville, Kentucky: Westminster John Knox Press. ISBN 978-0-664-25652-4.

### Traduceri
- Book of Isaiah Arhivat în 5 august 2011, la Wayback Machine. textul ebraic însoțit de o traducere în limba engleză
- Book of Isaiah traducere în limba engleză cu comentariile lui Rași pe Chabad.org
- Bible Gateway